# Cholerakapelle (Helenental)

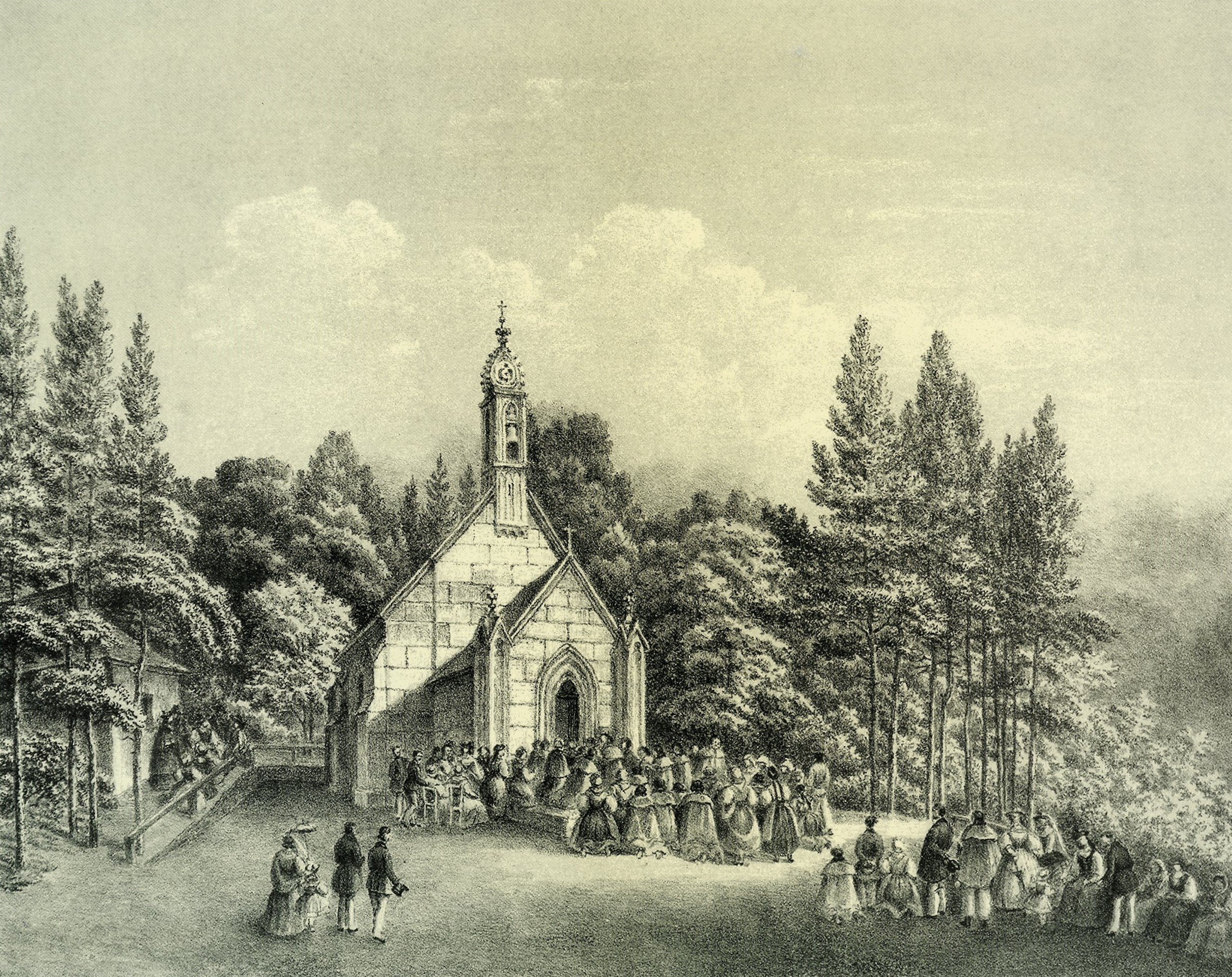
Cholerakapelle, Helenental um 1850

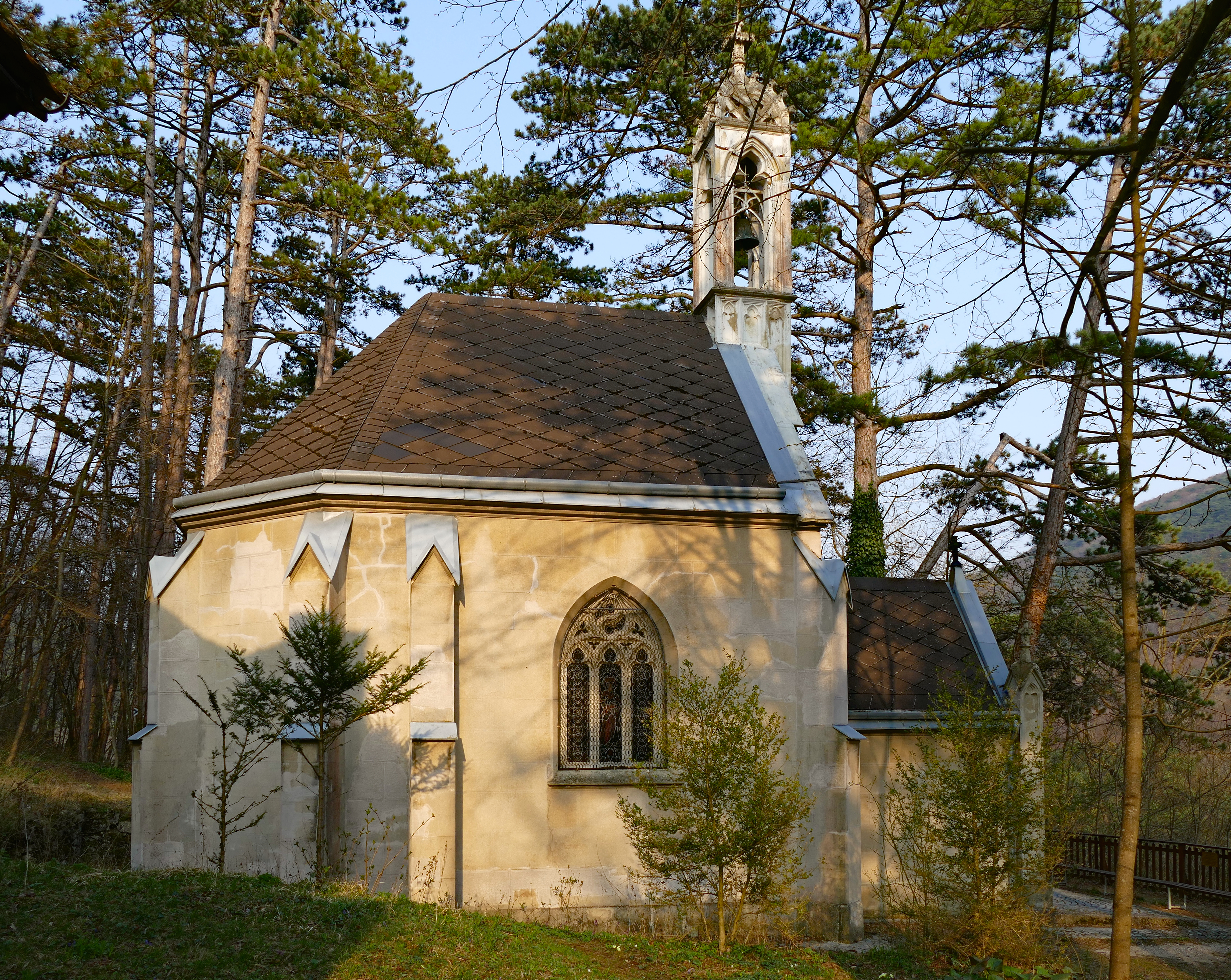
Die Cholerakapelle im Helenental

Die Cholerakapelle im Helenental, auch als Wallfahrtskapelle Mariahilf im Helenental oder Wallfahrtskapelle Unsere Frau bekannt, ist eine vom Zisterzienserstift Heiligenkreuz betreute Wallfahrtsstätte. Nach der Cholerakapelle ist auch der unterhalb gelegene Landgasthof zur Cholerakapelle benannt.

## Lage
Die denkmalgeschützte Cholerakapelle befindet sich im Helenental auf dem Gebiet der Katastralgemeinde Siegenfeld, die ein Teil der Gemeinde Heiligenkreuz ist.

## Bauwerk
Die Cholerakapelle ist eine neugotische Kapelle, die 1832 erbaut wurde. Um den Wallfahrenden auf der anderen Seite der Schwechat den Zugang zur Kapelle zu erleichtern, wurde der „Frauensteg“ errichtet. In der Kirche befindet sich die Gnadenstatue Mariahilf von Siegenfeld. Die Glasfenster sind aus dem Jahr 1892, ebenso die Deckenmalereien.

## Geschichte

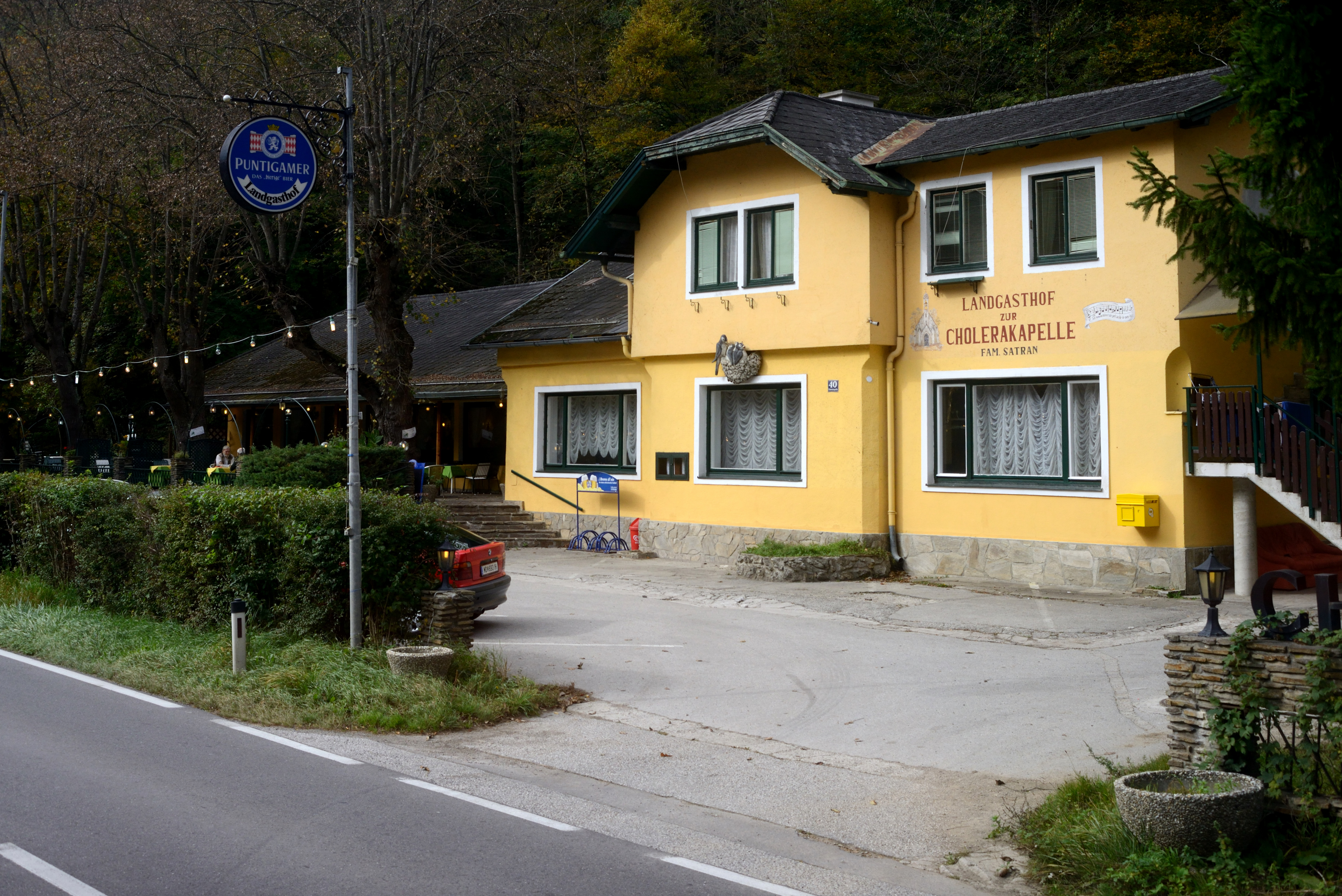
Unterhalb der Cholerakapelle befindet sich der „Landgasthof zur Cholerakapelle“

1830 und 1831 forderte eine Cholera-Epidemie, von der die Stadt Wien und die um Wien befindlichen Orte heimgesucht wurden, unzählige Menschenleben. Aus Dankbarkeit gegenüber Gott, da sie von der Cholera verschont geblieben waren, stiftete das in Baden bei Wien ansässige Ehepaar Elisabeth und Carl Boldrini eine Kapelle im Helenental, die sie 1832 erbauen ließen. Die Kapelle wurde am 17. August 1833 von Xaver Seidemann, dem damaligen Abt des Stiftes Heiligenkreuz, geweiht und dem Patronat des Festes „Mariä Namen“ unterstellt. Aufgrund des großen Andrangs durch Wallfahrende wurde die Kapelle bereits 1847 erweitert. Anna Boldrini wurde 1851 nicht nur auf Grund dieser Votivkapelle in Baden Ehrenbürgerin.